# Raphisialis martynovi

Raphisialis martynovi (лат.) — ископаемый вид насекомых, единственный в составе рода Raphisialis из семейства Nanosialidae отряда верблюдки. Пермский период. Россия (Вологодская область, Poldarsa Formation, около 255 млн лет). Один из древнейших видов отряда.

## Описание
Мелкие насекомые, длина переднего крыла 3,9 мм, форма вытянутая (3,2:1). Костальная область крыла сравнительно узкая, с 7 жилками Sc. Поперечная жилка ir1 находится у основания птеростигмы. Ячейка 1mp короткая (предположительно их несколько, не менее трёх, а не одна как у близких родов), развиты две поперечные жилки mcu. Птеростигма серповидная, сильно вытянутая, непигментированная. Анальная лопасть составляет менее ≈1/2 общей длины крыла и содержит три анальные жилки (в другом номинативном подсемействе Nanosialinae две анальные жилки, например у Hymega, Lydasialis, Nanosialis). Поперечная жилка ir1 находится у основания птеростигмы. Жилка rp-ma отсутствует.  Вид был впервые описан в 2013 году российским энтомологом Дмитрием Щербаковым (Палеонтологический институт РАН, Москва) и назван в честь советского палеоэнтомолога Андрея Мартынова.